# Префиксный код
Пре́фиксный код в теории кодирования — код со словом переменной длины, имеющий такое свойство (выполнение условия Фано): если в код входит слово a, то для любой непустой строки b слова ab в коде не существует. Хотя префиксный код состоит из слов разной длины, эти слова можно записывать без разделительного символа.
Например, код, состоящий из слов 0, 10 и 11, является префиксным, и сообщение 01001101110 можно разбить на слова единственным образом:
```
0 10 0 11 0 11 10
```

Код, состоящий из слов 0, 10, 11 и 100, префиксным не является, и то же сообщение можно трактовать несколькими способами.
```
0 10 0 11 0 11 10
0 100 11 0 11 10
```

## Определение
Префиксы могут быть получены путём последовательного отбрасывания последнего знака кодовой комбинации.
Например, для кодовой комбинации 11101101 префиксами будут 11101101, 1110110, 111011, 11101, 1110, 111, 11, 1.
Либо так:

```
Пишем все комбинации кодов, без нулей спереди:
0		//префикс
//1
//10	<- комментируем (исключаем) те, которые являются началом других
//11
100		//префикс
101		//незакомментированные коды - префиксы префиксного кода.
110
111
... //пусть это будут все трехбитные комбинации.
```

Полученная последовательность кодов (0, 100, 101, 110, 111) — эквивалентна последовательности префиксного кода Хаффмана.
Если промежутков или других знаков препинания между кодовыми комбинациями нет, то для однозначного декодирования комбинации 111011101 ни одна из кодовых комбинаций не может быть представлена перечисленными вариантами (префиксами).
Код называется префиксным, если ни одна из его комбинаций не является префиксом другой комбинации того же кода.
Часть кодовой комбинации, которая дополняет префикс до самой комбинации, называется суффиксом.
Префиксные коды наглядно могут быть представлены с помощью кодовых деревьев.
Если ни один узел кодового дерева не является вершиной данного кода, то он обладает свойствами префикса.
Узлы дерева, которые не соединяются с другими, называются конечными. Комбинации, которые им соответствуют, являются кодовыми комбинациями префиксного кода.

## Примеры
Любой код со словом фиксированной длины, очевидно, является префиксным. Рассмотрим несколько нетривиальных примеров.
- Телефонные коды стран.
- Телефонные номера в стационарных сетях.
- UTF-8.
- Код Хаффмана, применяемый для сжатия данных.
- Синтаксис Паскаля и других языков с LL(1)-синтаксисом (если считать символом лексему, а словом — оператор). Поэтому для определения типа оператора транслятору Паскаля не приходится возвращать считанные символы в поток либо запоминать их в стеке.

Код Морзе не является префиксным. В него, кроме точки и тире, входит также символ-разделитель — пауза длиной в тире.